# تاريخ بولندا خلال عهد سلالة بياست
تعتبر فترة حكم سلالة بياست بين القرنين العاشر والرابع عشر أول مرحلة رئيسية في تاريخ الأمة البولندية. تأسست السلالة من خلال سلسلة من الدوقات التي سجلها المؤرخ التاريخيّ جالس أندونووس في أوائل القرن الثاني عشر، من أمثال سيمويت، ليستك وسييموميس. اعتُبر ميشكو الأول، ابن سييموميس، المؤسس الفعلي للدولة البولندية عام 960 بعد الميلاد. بَقِيَت السلطة للبيت الحاكم في الأراضي البولندية حتى عام 1370. حوّل ميشكو ديانته إلى المسيحية في على مذهب الكنيسة اللاتينية الغربية في حدث معروف باسم معمودية بولندا في عام 966، والذي أسَّس حدوداً ثقافية رئيسية في أوروبا تستند إلى الدين. وقد أكمل توحيد الأراضي القبليّة السلافية الغربية التي كانت أساسية لوجود دولة بولندا الجديدة.
في أعقاب ظهور الدولة البولندية، حوّل العديد من الحكام ديانة شعبهم إلى المسيحية، مما ساهم في نشوء مملكة بولندا في عام 1025 ودمج بولندا في الثقافة السائدة في أوروبا. أسَّس بوليسلاف الأول الشجاع، ابن ميشكو، أبرشية رومانية كاثوليكية في غنيزنو، وواصل فتوحاته الإقليمية وتُوِّج رسميًا عام 1025 كأول ملك لبولندا. انهارت الملكية الأولى لسلالة بياست بوفاة ميشكو الثاني لامبرت عام 1034، تلاها إعادة إحياء السلالة عام 1042 في عهد كازيمير الأول. وفي خضم هذه العملية، ضاعت الحق الملكيّ للحكام البولنديين، وعادت الدولة إلى دولة يحكُمها الدوقات. أحيا بوليسلاف الثاني الجريء، ابن الدوق كازيمير، الحزم العسكري لجيش بوليسلاف الأول، ولكنه تورط بشكل قاتل في نزاع مع أسقف ستانيسلاوس في شتيبانوف وطُرِدَ من البلاد.
نجح بوليسلاف الثالث، الدوق الأخير في الفترة المبكرة، في الدفاع عن بلاده واستعادة الأراضي التي خَسِرَتها مُسبقًا. عَقِبَ وفاته عام 1138، انقسمت بولندا بين أبنائه. ونَجَمَ عن هذا الانقسام الداخلي تآكل البنية الملكيّة المُطلقة لسلالة بّياست في القرنين الثاني عشر والثالث عشر وفي إحداث تغييرات جوهرية ودائمة.
دعا كونراد الأول من ماسوفيا الفرسان التيوتون لمساعدته في محاربة الوثنيين من قوم البروسيين والبطالقة، التي أدت إلى قرون من حروب بولندا مع الفرسان والدولة البروسية الألمانية.
في عام 1320، رُممت المملكة تحت حكم فواديسواف الأول الساعد الأعلى، ثم عُززت ووُسعَّت بواسطة ابنه الملك كازيمير الثالث الأعظم. خُسرت مقاطعتي سيليزيا وبوميرانيا الغربيتين بعد التجزيء، وبدأت بولندا في التوسع إلى الشرق. انتهت هذه الفترة بحكم عضوين من آل أنجو الكابيتيون بين عاميّ 1370 و1384. وقد أرسى توحيد المملكة القوية الجديدة في القرن الرابع عشر الأساس الذي كانت ستتبعه بولندا.  

## القرن العاشر-الثاني عشر

### ميشكو الأول واعتناق المسيحية في بولندا (960-992)
خلفت قبيلة البولانيين، التي تعتبر الآن بولندا الكبرى، سلفا قبليا للدولة البولندية في أوائل القرن العاشر، مع استيطان البولانيين في الأراضي المُسطحة حول المعاقل الناشئة في غيز، بوزنان، غنيزنو وأوستروف ليدنيكي. تمَّ تسريع إعادة بناء المستوطنات القبليّة المحصنة القديمة وبناء مستوطنات جديدة ضخمة وتوسع إقليميّ بين عاميّ 920 و950. تطورت الدولة البولندية من هذه الجذور القَبَلية في النصف الثاني من القرن. وطبقَا للمؤرخ التاريخيّ جالوس أندونووس في القرن الثاني عشر، حُكِّمَ البولانديين من قِبَل سلالة بّياست. في المصادر الموجودة عن القرن العاشر، ذكرَ ويدوكن من كورفي حاكم سلالة بياست ميشكو الأول لأول مرة، في كتابه ري جاستي ساكسونتي، الذي أرخَّ فيه تاريخ ألمانيا. وأفاد ويدوكن أن قوات ميشكو هُزمت مرتين عام 963 على أيدي قبائل فيليتي التي تعمل بالتعاون مع المنفيّ ويشمان الاصغر أحد أبناء قوم الساكسون. تحت حكم ميشكو (960-992)، قَبِلَت بلاده القبليّة الديانة المسيحية وأصبحت الدولة البولندية.

### عهد بوليسلاف الأول وتأسيس مملكة بولندا (992-1025)
عندما تُوفي ميشكو عام 992، خَلِفَهُ ابنه بوليسلاف خلافًا لرغباته. ومن أجل اعتلاء العرش كان لزامًا على بوليسلاف أن ينافس زوجة أبيه الثانية الأرملة أودا، وأبنائها الصغار. كان بوليسلاف أكبر أبناء ميشكو، وُلِدَ لزوجته الأولى دوبرافكا من بوهيميا، التي توفيت في عام 977. كان والده يعتزم تقسيم دوقية بولندا بين أبنائه، ولكن بوليسلاف نجح في إزاحة زوجة أبيه وأخوته غير الأشقاء ليصبح الحاكم الوحيد لبولندا. كان بوليسلاف ثابتًا أمام المؤامرات التي واجهها في بداية عهده لتأمين عرشه، وأثبت ("الشجاع") نفسه كرجل يتمتع بطموح كبير وشخصية قوية.

### ميشكو الثاني وانهيار مملكة بّياست (1025-1039)
حاول الملك ميشكو الثاني لامبرت (1025-1034) مواصلة السياسة التوسعيّة لوالده. عززّت تصرفاته الاستياء والامتعاض القديمين من جانب جيران بولندا، واستغل إخوته المطرودين هذه الفرصة من خلال الترتيب لغزو من ألمانيا وخقانات روس عام 1031. هُزِمَ ميشكو وأُجبِرَ على مغادرة بولندا. قُتِلَ شقيق ميشكو بيزبرايم عام 1032، في حين توفي شقيقه أوتو في ظروف غير واضحة عام 1033، وهي أحداث سمحت لميشكو باستعادة سُلطته جزئيًا. انهارت أول ملكية لسلالة بّياست بعد ذلك بوفاة ميشكو عام 1034. حصل تمرد مناهض للإقطاعيين الوثنيين بعد أن حُرِمَت بولندا من تشكيل حكومة، وفي عام 1039، غزت قوات بريتيسلاوس الأول من بوهيميا بولندا. وتكبدت خسائر إقليمية، وتعطل سير عمل المطرانية غنيزنو.

### إعادة توحيد بولندا تحت كازيمير الأول (1039-1058)
حققت بولندا انتعاشًا تحت حكم ابن ميشكو، الدوق كازيمير الأول (حكم بين 1039–1058)، المعروف تاريخيًّا بالمرمم. بعد عودته من المنفى عام 1039، أعاد كازيمير بناء الملكية البولندية وسلامة الأراضي الإقليمية من خلال عدة حملات عسكرية: في عام 1047، تم استعادة ماسوفيا من مياسواف، وهو أديب بولندي حاول فصل المنطقة عن حكم المِلك البولندي، وفي عام 1054 تم استرداد سيليزيا من التشيكيين. ساعدهُ في ذلك خصوم بولندا، الإمبراطورية الرومانية المقدسة، وخقانات روس، الذين كَرِهُوا الفوضى التي خلفتها بولندا بعد تقطيع أوصال البلاد بداية عهد ميشكو الثاني. قدّم كازيمير شكلًا أكثر نضجًا من الإقطاع وخفف من عبء تمويل وحدات كبيرة من الجيش من خزانة الدوق عن طريق توطين مقاتليه على الأراضي الإقطاعية. وفي مواجهة الدمار واسع النطاق الذي لحق ببولندا الكبرى بعد الغزو التشيكي، نقل كازيمير محكمته إلى كراكوف واستبدل عاصمتي بّياست القديمتين بوزنان وغنيزنو؛ بكراكوف كعاصمة للدولة لعدة قرون.

### بوليسلاف الثاني والصراع مع الأسقف ستانيسلاف (1058-1079)
طوّر ابن كازيمير بوليسلاف الثاني الجريء، والمعروف أيضاً بالسخيّ (حكم بين 1058–1079)، قوة عسكرية بولندية وشنَّ عدة حملات أجنبية بين عاميّ 1058 و1077. وبوصفه مناصرًا نشطًا للبابا في الجدال حول تنصيبه مع الإمبراطور الألماني، تَوَّجَ بوليسلاف نفسه ملكاً عام 1076 بمباركة البابا غريغوري السابع في عام 1079، كان هناك مؤامرة أو صراع ضد بوليسلاف اشترك فيه أسقف كراكوف. أعدمَ بوليسلاف الأسقف ستانيسلاف من شتوتسفانوف؛ وفي وقت لاحق اضطر بوليسلاف إلى التنازل عن العرش البولندي بسبب الضغوط من الكنيسة الكاثوليكية والفصيل المناصر للإمبراطورية من طبقة النبلاء. وأصبح ستانيسلاف ثاني قديس شهيد وراعي لبولندا (المعروف كذلك باسم القديس ستانيسلاف)، والذي أُعلنت قداسته عام 1253.

### عهد فلاديسلاف الأول هيرمان (1079-1102)
بعد منفى بوليسلاف، وجدت البلاد نفسها تحت حكم غير مستقر لأخيه الأصغر فواديسلاف الأول هيرمان (حكم بين 1079-1102). اعتمد فواديسلاف بشدة على الكونت بالاتين سيسيسيتيك، مستشار من بين صفوف النبلاء البولنديين الذي عكست تصرفاته قوة العرش الذي يقف خلفه. وعندما أجبر ولدا فواديسلاف، زبيغنيو وبوليسلاف، والدهم مُكرهًا على الاستغناء عن الحكم، انقسمت بولندا بين الثلاثة من عام 1098، وبعد وفاة الأب كانت مُقسّمة بين الأخوين من عام 1102 إلى عام 1106.

### عهد بوليسلاف الثالث (1102-1138)

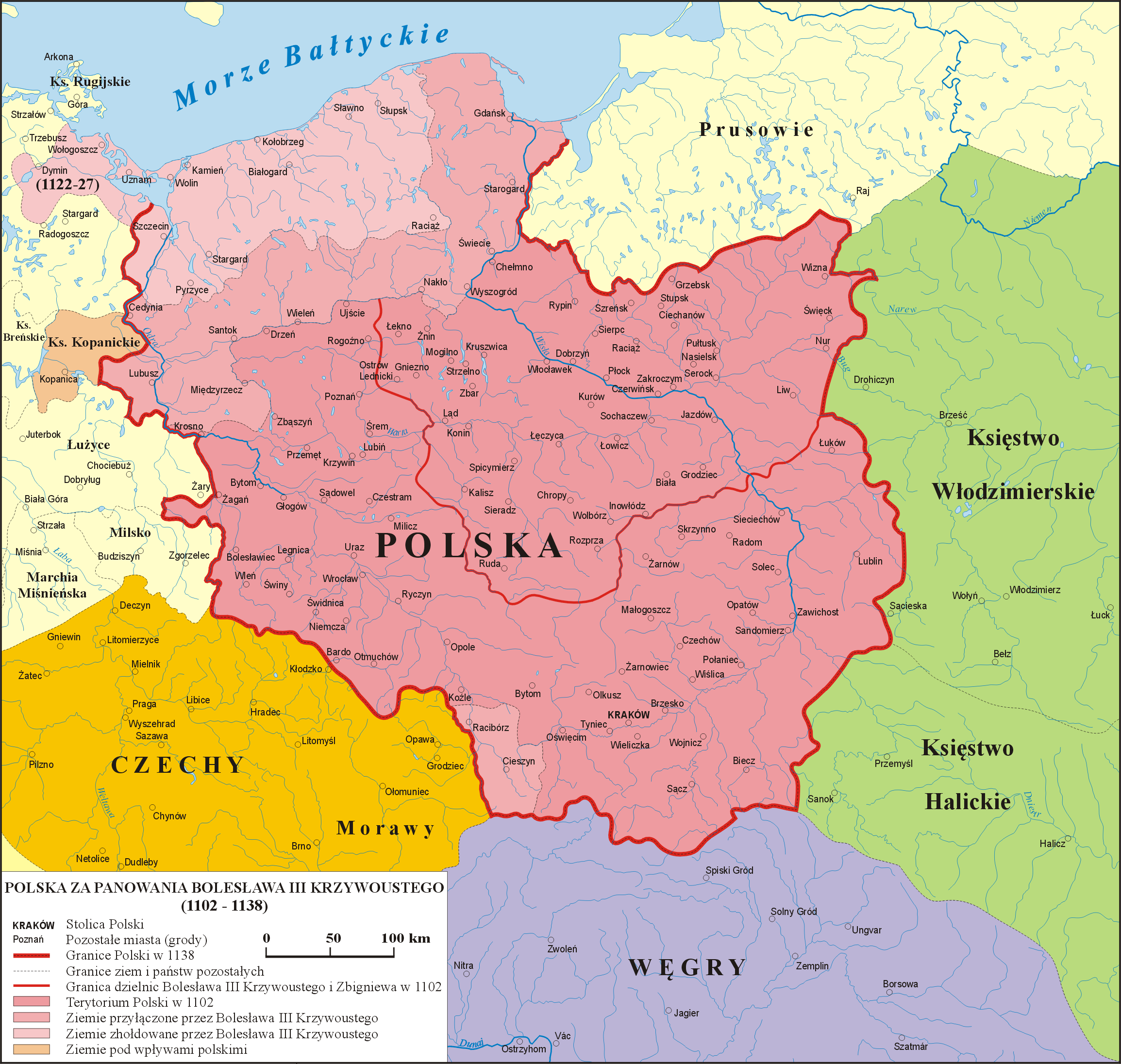
بولند خلال عهد بوليسلاف الثالث

بعد صراع على السلطة، أصبح بوليسلاف الثالث ويريموث (حكم بين 1102-1138) دوق بولندا بتغلبه على شقيقه غير الشقيق زبيغنيو بين عاميّ 1106-1107. وكان لزامًا على زبيغنيو أن يغادر البلاد، ولكنه تلقى الدعم من الإمبراطور الرومانيّ المقدس هنري الخامس، الذي هاجم بولندا في عهد بوليسلاف عام 1109. كان بوليسلاف قادراً على الدفاع عن بلاده بسبب قدراته العسكرية، وعزمُه وتحالفاته، وأيضاً بسبب التعبئة الوطنية عبر الطيف الاجتماعي. توفي زبيغنيو، الذي عاد فيما بعد، في ظروف غامضة، ربما في صيف عام 1113.  الإنجاز الرئيسي الآخر الذي حققه بوليسلاف هو غزو كل من ولاية بوميرانيا في ولاية ميشيسكو الأولى (والتي أفقدتها بولندا الجزء الشرقي المتبقي منها بعد وفاة ميشكو الثاني)، وهي المهمة التي بدأها والده فلاديسلاف الأول هيرمان والتي أكملتها بوليسلاف في عام 1123 تقريبا. تم إخضاع سيسيسيتيك في عملية استحواذ دموية، وأصبحت بوميرانيا الغربية حتى روغن، باستثناء الجزء الجنوبي المُدّمج مباشرة، إقطاعة لبوليسلاف، وليحكُمها محليًّا فارنو الأول، أول دوق لسلالة غريفين.
وفي هذا الوقت، بدأ التنصير في المنطقة بشكل جديّ، وهو جهد تُوّجَ بإنشاء أبرشية بولين البوميرانية بعد وفاة بوليسلاف عام 1140.

### تجزئة المملكة (1138-1320)
قبل وفاته، قَسَّم بوليسلاف الثالث ويريموث البلاد، بشكل محدود، بين أربعة من أبنائه. اتخذ ترتيبات معقدة تهدف إلى منع حرب بين الأخوة والحفاظ على الوحدة الرسميّة للدولة البولندية، ولكن بعد وفاة بوليسلاف، فشل تنفيذ الخطة وكانت المنطقة على أبواب فترة طويلة من التفتت والانقسام. وقرابة قرنين من الزمن، بَقِيَ شعب سلالة بّياست يتنازعون فيما بينهم من جهة، ورجال الدين، والنبلاء على المملكة المُقسّمة من جهة أخرى. وكان من المفترض أن يكون استقرار النظام مضمونًا من قِـبَل مؤسسة النبلاء العليا لبولاندا، التي تتخذ من كراكوف مقرًا لها، والتي أُوكِلَت إلى المقاطعة العليا الخاصة والتي لم يتم تقسيمها إلى أقسام فرعية. وبعد أن وُضِعَ في عين الاعتبار مفهوم الدولة، قَسَّم بوليسلاف البلاد إلى خمس إمارات: سيليزيا، بولندا الكبرى، ماسوفيا، ساندوميرز وكراكوف. مُنِحَ أول أربع إمارات لأبنائه الأربعة الذين أصبحوا حُكامًا مُستقلين. ومن المقرر أن تُضاف المقاطعة الخامسة، وهي مقاطعة كراكوف، إلى كبار الأمراء الذين كانوا، كما وَصفهم دوق كراكوف الكبير، مُمثلين لبولندا بأسرها. انهار هذا المبدأ بالفعل ضمن جيل أبناء بوليسلاف الثالث، عندما كان فلاديسلاف الثاني المنفي، بوليسلاف الرابع المُجعد، وميشكو الثالث القديم وكازيمير الثاني العادل يحاربون من أجل السلطة والأرض في بولندا، وخاصة على عرش كراكوف.
تُشبه الحدود الخارجية التي تركها بوليسلاف الثالث عند وفاته الحدود التي خلفها ميشكو الأول؛ هذا التكوين الملكي لسلالة بّياست في وقت مبكر لم يُنج أيضًا من فترة التجزئة.